# Giải Hòa bình của ngành kinh doanh sách Đức

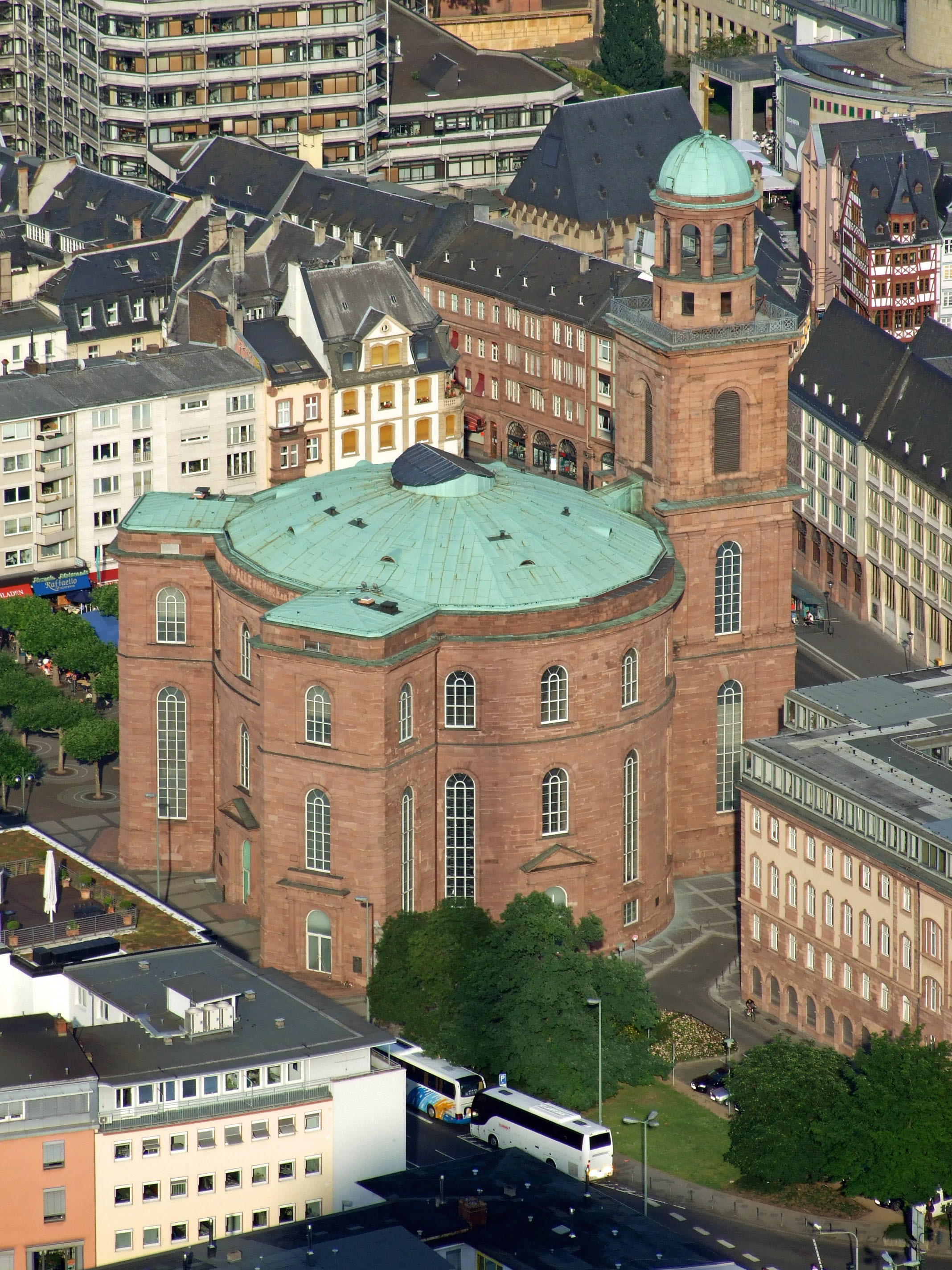
Nhà thờ thánh Phao lô, Frankfurt

Giải Hòa bình của ngành kinh doanh sách Đức (tiếng Đức: Friedenspreis des Deutschen Buchhandels) là một giải thưởng hòa bình quốc tế của "Hiệp hội kinh doanh sách Đức" (Börsenverein des Deutschen Buchhandels) dành cho những người "có đóng góp xuất sắc trong lãnh vực văn học, khoa học và nghệ thuật nhằm thực hiện lý tưởng hòa bình" Khoản tiền thưởng hiện nay của giải là 25.000 €.
Ban giám khảo hiện nay gồm các thành viên sau đây: Wolfgang Frühwald, Gottfried Honnefelder, Klaus-Dieter Lehmann, Jutta Limbach, Heinrich Riethmüller, Werner Spies, Uwe Timm, Christina Weiss và Karl-Peter Winters.
Giải được thành lập năm 1949 và được trao hàng năm từ năm 1950 ở Hamburg dưới tên "Giải Hòa bình của các nhà xuất bản sách Đức", từ năm 1951 giải mang tên hiện nay và do "Hiệp hội kinh doanh sách Đức" trao trong kỳ Hội chợ sách Frankfurt, hội chợ sách quốc tế lớn nhất của Đức.
Lễ trao giải hiện nay diễn ra tại Nhà thờ thánh Phao lô ở Frankfurt am Main. Theo truyền thống, tổng thống Đức và các nhân vật lãnh đạo chính trị, văn hóa cùng các nhà ngoại giao thường đến dự buổi lễ trao giải. Đài truyền hình ZDF TV phát hình trực tiếp buổi lễ này.

## Những người đoạt giải (người khen ngợi)

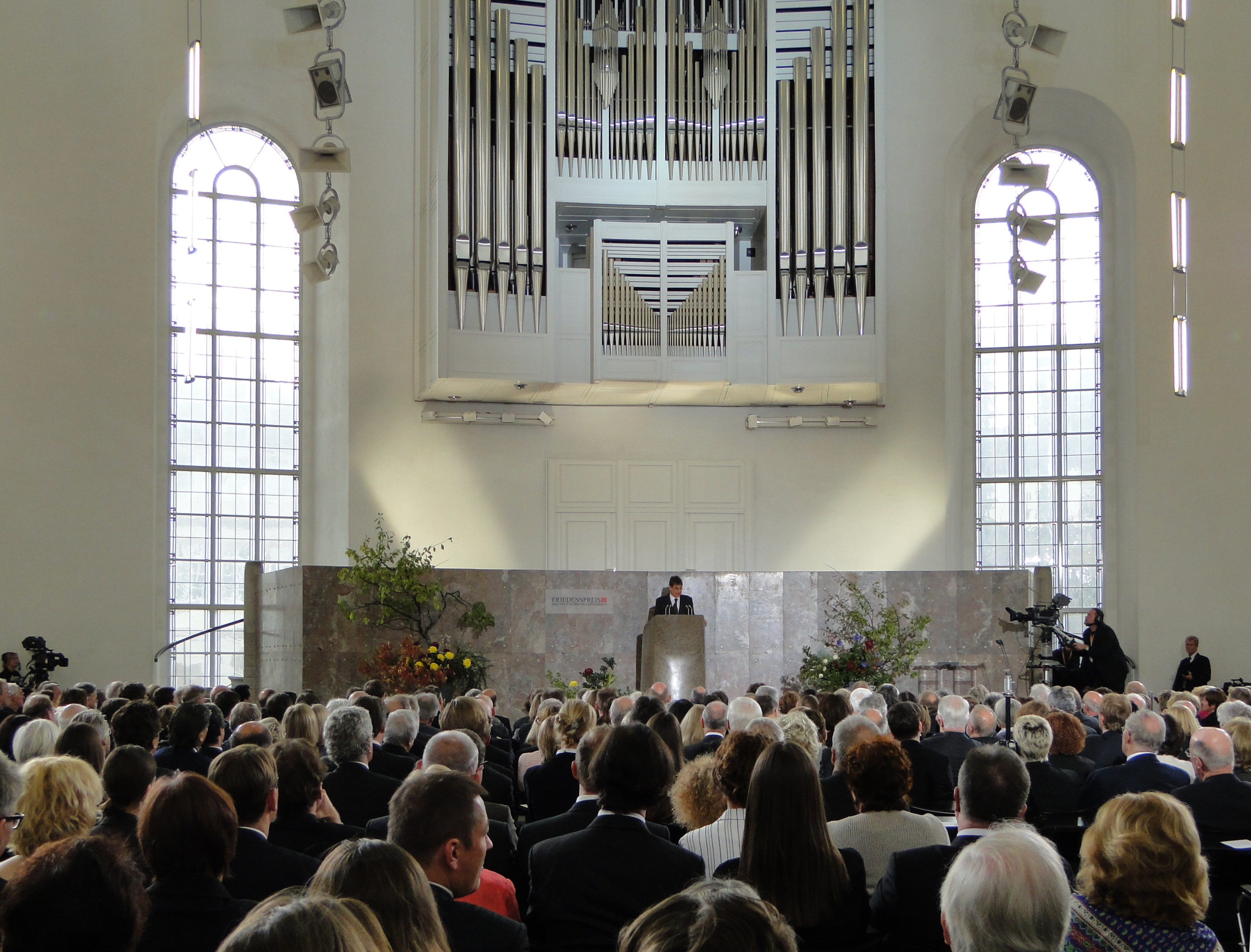
Lễ trao giải năm 2009

### 2010 – 2019
- 2011 –  Boualem Sansal (Peter von Matt)
- 2010 –  David Grossman (Joachim Gauck)

### 2000 – 2009

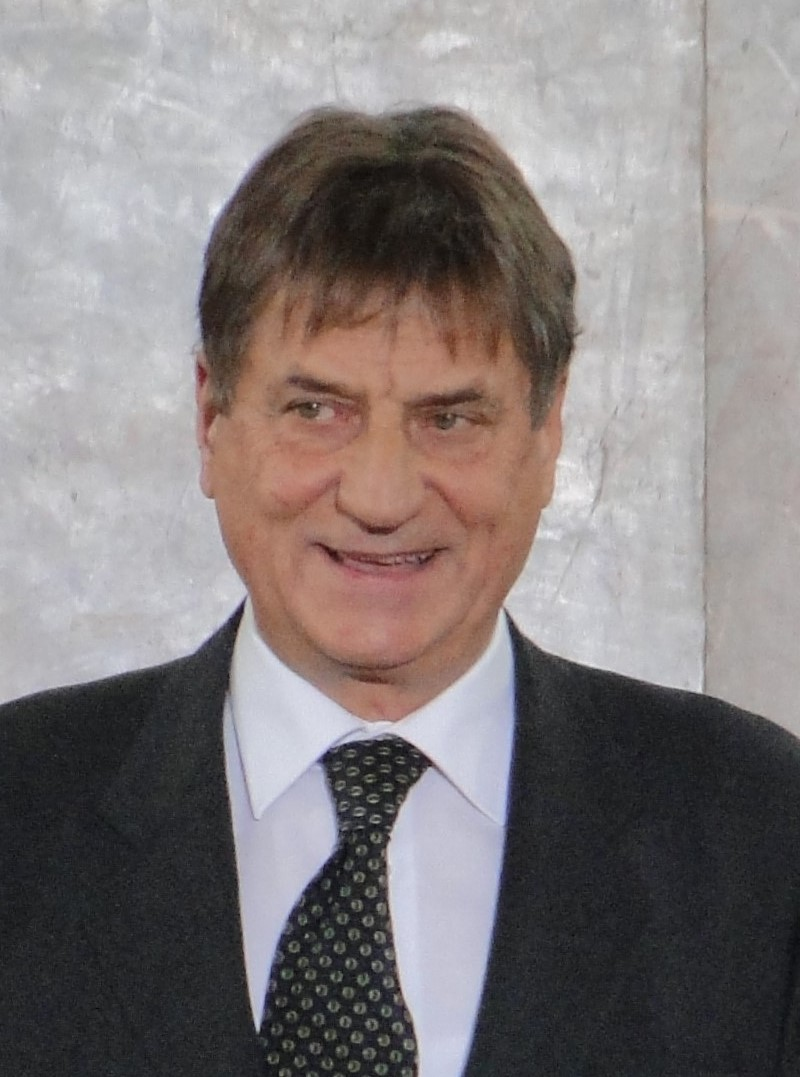
Claudio Magris

- 2009 –  Claudio Magris (Karl Schlögel)
- 2008 –  Anselm Kiefer (Werner Spies)
- 2007 –  Saul Friedländer (Wolfgang Frühwald)
- 2006 –  Wolf Lepenies (Andrei Pleşu)
- 2005 –  Orhan Pamuk (Joachim Sartorius)
- 2004 –  Péter Esterházy (Michael Naumann)
- 2003 –  Susan Sontag (Ivan Nagel)
- 2002 –  Chinua Achebe (Theodor Berchem)
- 2001 –  Jürgen Habermas (Jan Philipp Reemtsma)
- 2000 –  Assia Djebar (Barbara Frischmuth)

### 1990 – 1999

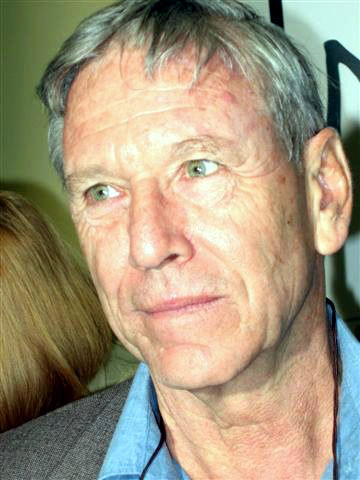
Amos Oz

- 1999 –  Fritz Stern (Bronisław Geremek)
- 1998 –  Martin Walser (Frank Schirrmacher)
- 1997 –  Yaşar Kemal (Günter Grass)
- 1996 –  Mario Vargas Llosa (Jorge Semprún)
- 1995 –  Annemarie Schimmel (Roman Herzog)
- 1994 –  Jorge Semprún (Wolf Lepenies)
- 1993 –  Friedrich Schorlemmer (Richard von Weizsäcker)
- 1992 –  Amos Oz (Siegfried Lenz)
- 1991 –  György Konrád (Jorge Semprún)
- 1990 –  Karl Dedecius (Heinrich Olschowsky)

### 1980 – 1989
- 1989 –  Václav Havel (André Glucksmann)
- 1988 –  Siegfried Lenz (Yohanan Meroz)
- 1987 –  Hans Jonas (Robert Spaemann)
- 1986 –  Władysław Bartoszewski (Hans Maier)
- 1985 –  Teddy Kollek (Manfred Rommel)
- 1984 –  Octavio Paz (Richard von Weizsäcker)
- 1983 –  Manès Sperber (Siegfried Lenz)
- 1982 –  George F. Kennan (Carl Friedrich von Weizsäcker)
- 1981 –  Lev Kopelev (Marion Gräfin Dönhoff)
- 1980 –  Ernesto Cardenal (Johann Baptist Metz)

### 1970 – 1979

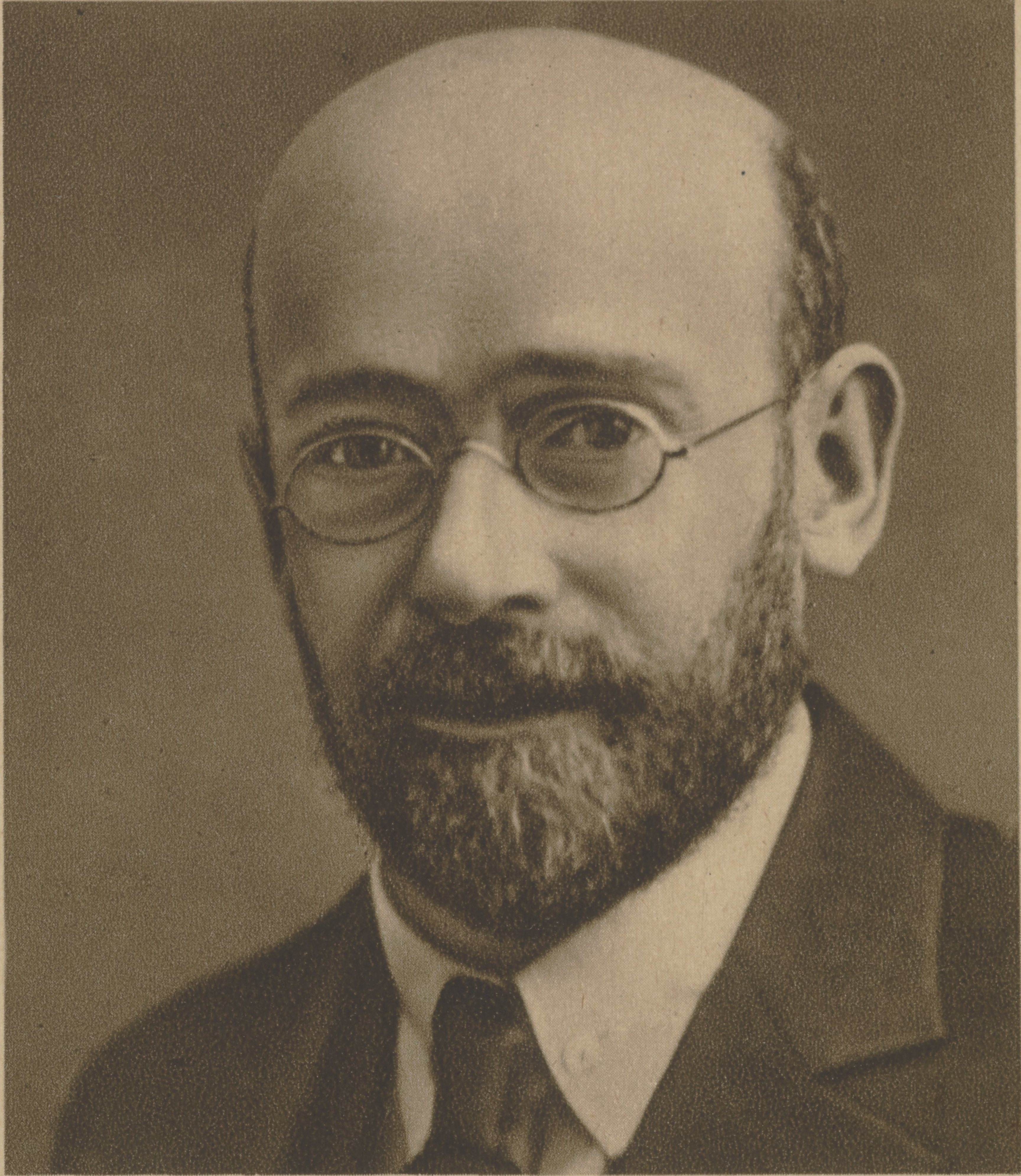
Janusz Korczak

- 1979 –  Yehudi Menuhin (Pierre Bertaux)
- 1978 –  Astrid Lindgren (Gerold Ummo Becker và Frederik Hetmann)
- 1977 –  Leszek Kołakowski (Gesine Schwan)
- 1976 –  Max Frisch (Hartmut von Hentig)
- 1975 –  Alfred Grosser (Paul Frank)
- 1974 –  Frère Roger, trưởng tu viện Taizé (không)
- 1973 – Câu lạc bộ Rome (Nello Celio)
- 1972 –  Janusz Korczak (posthumous) (Hartmut von Hentig)
- 1971 –  Marion Gräfin Dönhoff (Alfred Grosser)
- 1970 –  Alva Myrdal và Gunnar Myrdal (cùng với) (Karl Kaiser)

### 1960 – 1969

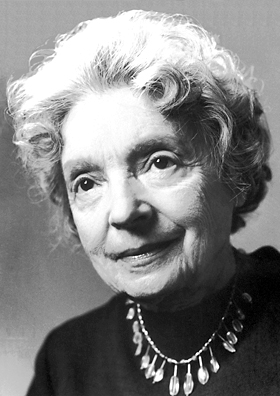
Nelly Sachs

- 1969 –  Alexander Mitscherlich (Heinz Kohut)
- 1968 –  Léopold Sédar Senghor (François Bondy)
- 1967 –  Ernst Bloch (Werner Maihofer)
- 1966 –  Augustin Bea và  W. A. Visser 't Hooft (cùng với) (Paul Mikat)
- 1965 –  Nelly Sachs (Werner Weber)
- 1964 –  Gabriel Marcel (Carlo Schmid)
- 1963 –  Carl Friedrich von Weizsäcker (Georg Picht)
- 1962 –  Paul Tillich (Otto Dibelius)
- 1961 –  Sarvepalli Radhakrishnan (Ernst Benz)
- 1960 –  Victor Gollancz (Heinrich Lübke)

### 1950 – 1959
- 1959 –  Theodor Heuss (Benno Reifenberg)
- 1958 –  Karl Jaspers (Hannah Arendt)
- 1957 –  Thornton Wilder (Carl Jacob Burckhardt)
- 1956 –  Reinhold Schneider (Werner Bergengruen)
- 1955 –  Hermann Hesse (Richard Benz)
- 1954 –  Carl Jacob Burckhardt (Theodor Heuss)
- 1953 –  Martin Buber (Albrecht Goes)
- 1952 –  Romano Guardini (Ernst Reuter)
- 1951 –  Albert Schweitzer (Theodor Heuss)
- 1950 –  Max Tau (Adolf Grimme)